# Sun (banda)
Sun foi  uma banda de  R&B, disco  e  funky que atuou nas décadas de 70 e 80.

## Discografia
- Wanna Make Love (1976)
- Sun Power (1977)
- Sunburn (1978)
- Destination Sun (1979)
- Sun Over the Universe (1980)
- Force of Nature (1981)
- Let There Be Sun (1982)
- Eclipse (1984)